# Герцог Сомерсет
Герцог Сомерсет (англ. Duke of Somerset) — старинный титул в системе дворянских титулов Англии. Существовал также титул «граф Сомерсет», который в настоящее время не существует.
Герцогский титул, если не считать двух эфемерных присвоений рано умершим детям первых Тюдоров, носили две семьи: в XV веке — Бофорты, младшая (побочная) ветвь дома Ланкастеров (также графы Сомерсет), а с 1547 года — Сеймуры, потомки Эдуарда Сеймура, старшего брата Джейн Сеймур, третьей жены Генриха VIII. После казни Эдуарда Сеймура в 1552 году титул был конфискован, однако возвращён его правнуку в 1660 году и с того времени непрерывно принадлежит данной семье.

## Род Бофортов — графы и герцоги Сомерсет
В 1397 году Джон Бофорт (ум. 1410), старший из детей третьего сына английского короля Эдуарда III Джона Гонта и Екатерины Суинфорд, получил титул графа Сомерсета. Дети Джона Гонта и Екатерины Суинфорд были рождены вне брака и, поэтому, были лишены права наследования престола Англии. Они получили фамилию Бофорт и играли ведущие роли в политической жизни страны в первой половине XV века.
Старший сын Джона Бофорта Генри Бофорт, 2-й граф Сомерсет, умер молодым в 1418 году. Средний брат, Джон, 3-й граф Сомерсет, был крупным английским военачальником заключительного периода Столетней войны и семнадцать лет провёл во французском плену. В 1433 году он получил титул 1-го герцога Сомерсет и графа Кендал. Так как он не оставил сыновей, с его смертью (1444) герцогский титул на четыре года исчез, но графский перешёл дальше по наследству.
Его младший брат, Эдмунд Бофорт, 4-й граф Сомерсет (ум. 1455), служил генерал-лейтенантом (наместником) английских владений во Франции. В 1448 году Эдмунду был присвоен герцогский титул. Формально это была новая креация, но так как новый герцог был из той же семьи и наследником предыдущего по титулу «граф Сомерсет», то в истории принято нумеровать последующих герцогов из дома Бофортов с 2-го по 4-й (а не начинать вновь с 1-го). Благодаря своему влиянию на короля Генриха VI и его супругу Маргариту Анжуйскую в 1451 году Сомерсет фактически установил контроль над центральной властью в Англии. Соперничество Сомерсета и Ричарда Йоркского стало одной из причин начала войны Алой и Белой розы. Сомерсет стал главой ланкастерской партии в этой войне, однако в 1455 году был убит в битве при Сент-Олбансе. Его сын и наследник Генрих Бофорт, 5-й граф и 3-й герцог Сомерсет (ум. 1464), продолжил руководить ланкастерской партией и возглавлял её войска в сражениях при Уэйкфилде (1460), Сент-Олбансе (1461) и Таутоне (1461). В 1464 году он был пленён йоркистами и обезглавлен. В 1471 году после поражения при Тьюксбери был казнён и его брат — Эдмунд Бофорт, 4-й герцог Сомерсет. С его смертью мужская линия Бофортов пресеклась, а вместе с ней прекратили существование и титулы герцога и графа Сомерсет.
В 1485 году сын Маргариты, дочери Джона Бофорта, 1-го герцога Сомерсета, стал королём Англии под именем Генриха VII, основав династию Тюдоров. Генрих VII преподносил себя как правопреемника ланкастерских королей.
Генри Бофорт, 3-й герцог Сомерсет, оставил внебрачного сына Чарльза, носившего фамилию Сомерсет и получившего от Генриха VIII титул граф Вустер. С 1682 года его потомство носит титул герцог Бофорт.

## Герцоги Сомерсет: присвоения младшим Тюдорам
В 1499 году принц Эдмунд, третий сын Генриха VII, при крещении был наречён герцогом Сомерсет, однако формального присвоения титула не произошло, так как он умер во младенчестве.
В 1525 году титул герцога Сомерсет, вместе с титулом герцог Ричмонд, был присвоен внебрачному сыну Генриха VIII и Элизабет Блаунт — Генри Фицрою. Он скончался в 17-летнем возрасте в 1536 году, и титул вернулся к короне.

## Герцоги Сомерсет с 1547 года: род Сеймуров
В феврале 1547 года от лица малолетнего короля Эдуарда VI титул «герцог Сомерсет» был присвоен его дяде по матери Эдуарду Сеймуру (ранее носившему титул граф Хартфорд). Фактически Сеймур, ставший единовластным регентом (лорд-протектором) после смерти Генриха VIII, дал этот титул самому себе. В 1549 году Сеймур был свергнут (но не лишён титулов), а в 1552 году казнён после нового ареста. Ни одному из его пяти сыновей не было позволено унаследовать титул. В 1559 году Елизавета I присвоила его третьему сыну Эдуарду (старшему от второго брака) титул графа Хартфорда. Он тайно женился на заключенной в Тауэре родственнице королевы, претендентке на престол Катерине Грей, и у них родились два сына, считавшиеся долго незаконнорождёнными. Его внук Уильям (1588—1660), так же как и его дед, вступил в тайный брак с оппозиционной Якову I претенденткой на престол — Арабеллой Стюарт, пытался с ней бежать во Францию, но жена его была поймана и умерла в Тауэре, а Уильям добрался до Франции и вернулся потом в Англию, унаследовав титул деда. В 1640 году он получил повышение в титуле — маркиз Хартфорд, а в сентябре 1660 года, за месяц до смерти, стал 2-м герцогом Сомерсет; титул был восстановлен Карлом II за услуги, оказанные при Реставрации.

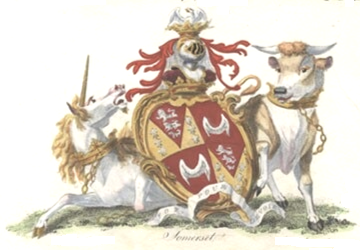
Герб герцогов Сомерсет

В 1675 году со смертью 4-го герцога потомство 2-го герцога пресеклось, а с ним и маркизат Хартфорд. Герцогство перешло к потомству младшего брата 2-го герцога, из которого примечателен 6-й герцог Чарльз (1662—1748), по прозвищу «Гордый Герцог», фаворит королевы Анны. В 1750 году со смертью 7-го герцога пресеклось всё потомство 1-го герцога от второго брака вместе с несколькими второстепенными титулами, включая старейший «граф Хартфорд». Герцогство перешло к потомкам старшего сына 1-го герцога, носивших полтора века (шесть поколений) лишь титул баронетов. В 1863 году герцоги Сомерсет поменяли написание фамилии вместо «Сеймур» — «Сент-Мор» (St. Maur, но обычно с тем же произношением, «Симор») и в 1863—1885 имела второстепенный титул «граф Сент-Мор» (Earl of St. Maur). Из герцогов этого периода примечательны математик Эдвард, 11-й герцог Сомерсет, президент Линнеева общества и Королевского института (1775—1855), и его внук Эдвард, граф Сент-Мор (1835—1869), авантюрист и сподвижник Гарибальди (умер при жизни отца и не был герцогом).
В 1923 году пресеклась линия, носившая фамилию Сент-Мор, и титул очередной раз перешёл к дальним родственникам, потомкам младшего сына 8-го герцога. Нынешний владелец титула — Джон Сеймур, 19-й герцог Сомерсет (р. 1952). Наследник титула — Себастиан Сеймур, лорд Сеймур (р. 1982).
Резиденция герцогов — Мэйден-Брэдли, графство Уилтшир.

## Список герцогов Сомерсет

### Герцоги Сомерсет, первая креация (1443)

Герб Бофортов, графов и герцогов Сомерсет, с начала XV века

- Джон Бофорт, 1-й герцог Сомерсет (1404—1444), 3-й граф Сомерсет (1418—1444), затем 1-й герцог Сомерсет (с 1443), второй сын Джона Бофорта, 1-го графа Сомерсета.

### Герцоги Сомерсет, вторая креация (1448)
- Эдмунд Бофорт (ок. 1406—1455), 4-й граф Сомерсет с 1444, 1/2-й герцог Сомерсет с 1448, граф Дорсет с 1442 и маркиз Дорсет с 1443. Третий сын 1-го графа Сомерсета
- Генри Бофорт (1436—1464), 2/3-й герцог Сомерсет в 1455—1461, 1463—1464, также 5-й граф Сомерсет, старший сын Эдмунда Бофорта, 2-го герцога Сомерсета
- Эдмунд Бофорт (ок. 1439—1471), 3/4-й герцог Сомерсет (до 1471 года — титулярный), второй сын Эдмунда Бофорта, 2-го герцога Сомерсета

### Герцоги Сомерсет, третья креация (1499)
- Эдмунд Тюдор, герцог Сомерсет (1499—1500), третий сын короля Англии Генриха VII Тюдора, умер в младенчестве

### Герцоги Ричмонд и Сомерсет (1525)
- Генри Фицрой, герцог Ричмонд и Сомерсет (1519—1536), внебрачный сын английского короля Генриха VIII Тюдора от Элизабет Блаунт, умер бездетным

### Герцоги Сомерсет, четвертая креация (1547)

Герб Сеймуров, герцогов Сомерсет

- Эдвард Сеймур, 1-й герцог Сомерсет (ок. 1500—1552), дядя короля Англии Эдуарда VI, лорд-протектор Англии (1547—1549)

### Герцоги Сомерсет, четвертая креация (1660)
- 1660 год — Уильям Сеймур, 2-й герцог Сомерсет (1588—1660), барон Бошан (с 1621), граф Хартфорд (с 1621) и маркиз Хартфорд (с 1640), сын Эдуарда Сеймура, виконта Бошана (1561—1612), внук Эдуарда Сеймура, 1-го графа Хартфорда и правнук Эдуарда Сеймура, 1-го герцога Сомерсета
  - Уильям Сеймур, лорд Бошан (1621—1642), старший сын 2-го герцога Сомерсета
  - Роберт Сеймур, лорд Бошан (1622—1646), второй сын 2-го герцога Сомерсета
  - Генри Сеймур, лорд Бошан (1626—1654), третий сын 2-го герцога Сомерсета
- 1660—1671 годы — Уильям Сеймур, 3-й герцог Сомерсет (1650—1671), единственный сын Генри Сеймура, виконта Бошана, и внук 2-го герцога Сомерсета
- 1671—1675 годы — Джон Сеймур, 4-й герцог Сомерсет (до 1646 — 1675), четвёртый (младший) сын 2-го герцога Сомерсета
- 1675—1678 годы — Фрэнсис Сеймур, 5-й герцог Сомерсет (1658—1678), 3-й барон Сеймур из Троубриджа (1665—1678), старший сын Чарльза Сеймура, 2-го барона Сеймура из Троубриджа (около 1621—1665), внук Фрэнсиса Сеймура, 1-го барона из Троубриджа (около 1590—1664), правнук Эдварда Сеймура, виконта Бошана (1561—1612)
- 1678—1748 годы — Чарльз Сеймур, 6-й герцог Сомерсет (1662—1748), младший брат 5-го герцога Сомерсета
- 1748—1750 годы — Элджернон Сеймур, 7-й герцог Сомерсет (1684—1750), старший сын 6-го герцога Сомерсета. Также барон Перси (1722—1750), граф Хартфорд, виконт Бошан и барон Сеймур из Троубриджа (1748—1750), граф Нортумберленд и граф Эгремонт (1749—1750).
  - Джордж Сеймур, виконт Бошан (1725—1744), единственный сын 7-го герцога Сомерсета
- 1750—1757 годы — Эдуард Сеймур, 8-й герцог Сомерсет (1701—1757), 6-й баронет (1740—1757), старший сын сэра Эдуарда Сеймура, 5-го баронета (1660/1663 — 1740/1741), потомок сэра Эдуарда Сеймура, 1-го баронета (ок. 1563—1613), сына лорда Эдуарда Сеймура (1529—1593) и внука 1-го герцога Сомерсета
- 1757—1792 годы — Эдуард Сеймур, 9-й герцог Сомерсет (1717—1792), старший сын 8-го герцога Сомерсета
- 1792—1793 годы — Уэбб Сеймур, 10-й герцог Сомерсет (1718—1793), второй сын 8-го герцога Сомерсета
- 1793—1855 годы — Эдуард Адольф Сеймур, 11-й герцог Сомерсет (1775—1855), лорд Сеймур (до 1793), единственный сын 10-го герцога Сомерсета
- 1855—1885 годы — Эдуард Адольф Сент-Мор, 12-й герцог Сомерсет (1804—1885), барон Сеймур (1855—1863, 1869—1885), старший сын 11-го герцога Сомерсета
  - Эдуард Адольф Фердинанд Сент-Мор, граф Сент-Мор (1835—1869), старший сын 12-го герцога Сомерсета
- 1885—1891 годы — Арчибальд Генри Элджернон Сент-Мор, 13-й герцог Сомерсет (1810—1891), второй сын 11-го герцога Сомерсета
- 1891—1894 годы — Элджернон Перси Банкс Сент-Мор, 14-й герцог Сомерсет (1813—1894), третий (младший) сын 11-го герцога Сомерсета
- 1894—1923 годы — Элджернон Сент-Мор, 15-й герцог Сомерсет (1846—1923), старший сын 14-го герцога Сомерсета
- 1923—1931 годы — Эдуард Гамильтон Сеймур, 16-й герцог Сомерсет (1860—1931), бригадир, сын лорда Фрэнсиса Сеймура, праправнука четвертого (младшего) сына 8-го герцога Сомерсета
- 1931—1954 годы — Ивлин Фрэнсис Эдвард Сеймур, 17-й герцог Сомерсет (1882—1954), единственный сын 16-го герцога Сомерсета
  - Фрэнсис Уильям Сеймур (1906—1907), старший сын 17-го герцога Сомерсета, скончался в младенчестве
  - Элджернон Фрэнсис Эдвард Сеймур (1908—1911), второй сын 17-го герцога Сомерсета, скончался в детстве
- 1954—1984 годы — Перси Гамильтон Сеймур, 18-й герцог Сомерсет (1910—1984), лорд Сеймур (1931—1954), третий (младший) сын 17-го герцога Сомерсета
- с 1984 — Джон Майкл Эдвард Сеймур, 19-й герцог Сомерсет (род. 1952), лорд Сеймур (1954—1984), старший сын 18-го герцога Сомерсета

Наследник: Себастьян Сеймур (родился в 1982), лорд Сеймур (с 1984), старший сын 19-го герцога Сомерсета